# Кооперативный мошав
Кооперати́вный моша́в (ивр. מושב שיתופי‎, моша́в шитуфи́) — тип кооперативного израильского мошава, чьи организационные принципы ставят его между кибуцем и мошавом по шкале кооперации.

## Идеология
Классический мошав (официально известный как моша́в овди́м, или рабочий мошав) — это обслуживающий кооператив на уровне села, который заботится о сельскохозяйственных услугах (таких как маркетинг, снабжение и кредит) для своих членов, в то время как вся производственная и потребительская деятельность производится на уровне семей и домашних хозяйств. Классический кибуц — это производственный кооператив на уровне деревни, в котором все решения о производстве, потреблении и обслуживании принимаются коллективно. Кооперативный мошав — это промежуточная форма, в которой производство и услуги решаются коллективно, а решения о потреблении остаются за домохозяйствами. Члены кооперативного мошава занимаются сельским хозяйством и промышленностью в деревне, а также работают в различных профессиях вне общины, отдавая свою заработную плату в коллектив.

## История
Первый кооперативный мошав, Кфар-Хитим в Нижней Галилее, был основан в 1936 году. Кооперативный мошав никогда не был так широко распространен, как классический мошав или кибуц. Таким образом, на конец 2006 года в Израиле насчитывалось около 40 таких кооперативных мошавов по сравнению с 400 классическими мошавами и почти 300 кибуцами. Население кооперативных мошавов составляло около 18 000 человек по сравнению с 350 000 человек в мошавах и кибуцах вместе взятых.
В истории кооперативного сельского хозяйства в Израиле было много случаев, когда кибуц или мошав реорганизовывались в кооперативный мошав и наоборот. Таким образом, Моледет, второй кооперативный мошав, созданный в Израиле, был основан в 1937 году как кибуц, а затем реорганизован в 1944 году как кооперативный мошав Бней-Брит (названный в честь организации Бней-Брит в США), вернувшись к первоначальному названию Моледет в 1957 году.